# Tottenham (Nova Gales do Sul)
Tottenham é uma pequena cidade em Lachlan Shire, no centro-oeste de Nova Gales do Sul, Austrália. Tottenham é conhecida como "A Alma do Centro", uma referência a ser a cidade mais próxima do centro geográfico do estado. Sua população era de 299 habitantes no censo de 2011, incluindo 21 indígenas (6%) e 20 estrangeiros (6%).